# La Malédiction finale
Pour les articles homonymes, voir Malédiction (homonymie).
Série La Malédiction
Damien : La Malédiction 2
(1978) La Malédiction 4 : L'Éveil
(1991)
Pour plus de détails, voir Fiche technique et Distribution.
La Malédiction finale (The Final Conflict) est un film américano-britannique réalisé par Graham Baker et sorti en 1981.
Il s'agit du troisième volet de la saga La Malédiction. Damien Thorn est désormais âgé de 32 ans. Il est à la tête d'une grande multinationale. Il est aussi le leader d'une secte satanique qui le vénère en tant qu'Antéchrist mais le règne de Damien Thorn semble toucher à sa fin.

## Synopsis
(janvier 2024).
Le contenu est difficilement compréhensible vu les erreurs de traduction, qui sont peut-être dues à l'utilisation d'un logiciel de traduction automatique.
Après le suicide de l'ambassadeur américain au Royaume-Uni, Damien Thorn qui a désormais 33 ans, a repris l'entreprise de son père adoptif, Robert Thorn. Il dirige l'entreprise depuis 7 longues années. Damien tente maintenant de modifier son destin en stoppant la seconde venue du Christ.
Pendant ce temps, le père DeCarlo et le père Spiletto ont reconnu la nature de Damien après le décès de son père adoptif, ils possèdent les sept poignards retrouvés dans les restes du musée à Chicago depuis l'incendie. Les deux prêtres sont avec les six autres prêtres, le père DeCarlo lance une mission afin de tuer Damien Thorn.
Cependant, Damien est en relation avec la journaliste Kate Reynolds. Lorsqu'il est au courant , ses meurtriers sont éliminés sauf DeCarlo, pendant ce temps, il lance la transformation de l'enfant de Kate Reynolds nommé Peter.
Pendant la constellation de Cassiopée le 24 mars 1981, décrite comme une seconde étoile de Bethléem, Damien se rend compte du signe de la seconde venue et donne l'ordre à ses disciples d'éliminer tous les enfants nés en Angleterre le matin du 24 mars 1981 afin d'entraver le retour au pouvoir du Christ. 
La semaine après les 31 décès d'enfants , Reynolds fait la connaissance du père DeCarlo et il lui dévoile la vraie nature de Damien qui est responsable de ces meurtres.
Au coucher du soleil, Damien est avec Kate Reynolds. Le matin, elle remarque le 666 de Damien.
Damien demande à Peter de poursuivre le père DeCarlo, et alors que Damien remarque quelque chose au sujet de son conseiller, Harvey Dean cache la date de naissance de son fils lorsque Peter dévoile que le père DeCarlo a rendu visite à la compagne de Dean, Barbara. Dean épargne son fils et tente de fuir le pays, afin de rentrer chez lui mais il est tué par sa propre compagne au fer rouge. Elle est en fait manipulée par Damien.
Le père DeCarlo rend visite à Kate Reynolds et il dévoile que Peter est sous l'emprise de Damien et que le vrai enfant Christ est surtout hors de portée. Elle accepte de porter assistance au père DeCarlo, Kate Reynolds lance la ruse sur Damien pour l'emmener aux ruines de l'église où se trouve l'enfant Christ pour l'échanger avec Peter. Le piège se retourne sur Damien qui repère le père DeCarlo et Damien utilise Peter comme bouclier humain en se protégeant du poignard. Puis Peter succombe dans les bras de sa mère Kate qui est bouleversée, Damien tue le Père DeCarlo qui avait invoqué le Christ avant qu'il meure.
Puis Kate Reynolds tue Damien au poignard dans le dos en lui disant que ce geste est pour venger Peter. Damien s'effondre devant l'arche avec le christ qui est en haut de lui. Damien invective le Christ en disant qu'il est victorieux et décède. Pour finir le père DeCarlo fait son apparition en portant le corps de Peter et le remet à Kate Reynolds et elle quitte les ruines avec lui.
Finalement, ce n'est pas le père DeCarlo qui porte le corps de Peter mais le Christ.

## Fiche technique
Sauf indication contraire, les informations mentionnées dans cette section peuvent être confirmées par les bases de données cinématographiques IMDb et Allociné,  présentes dans la section « Liens externes ».
- Titre original : The Final Conflict puis Omen III : The Final Conflict
- Titre français et québécois : La Malédiction finale
- Réalisation : Graham Baker
- Scénario : Andrew Birkin, d'après des personnages créés par David Seltzer
- Musique : Jerry Goldsmith
- Direction artistique : Martin Atkinson
- Décors : Herbert Westbrook
- Costumes : Brian Cox et Tiny Nicholls
- Photographie : Phil Meheux et Robert Paynter
- Son : Roy Charman, Bill Rowe, William Trent
- Montage : Alan Strachan
- Production : Harvey Bernhard
  - Production déléguée : Richard Donner
  - Production associée : Andrew Birkin
- Sociétés de production : Harvey Bernhard Productions et Twentieth Century Fox, en association avec Mace Neufeld Productions
- Société de distribution : Twentieth Century Fox
- Budget : 5 millions de $ (estimation)[2],[3]
- Pays de production :  États-Unis,  Royaume-Uni
- Langue originale : anglais
- Format : couleur (DeLuxe) (Technicolor) — 35 mm — 2,39:1 (CinemaScope / Panavision) — son Dolby
- Genre : horreur, thriller
- Durée : 108 minutes
- Dates de sortie[4] :
  - États-Unis : 20 mars 1981
  - Royaume-Uni : 17 septembre 1981
  - France : 7 octobre 1981
- Classification :
  - États-Unis : interdit aux moins de 17 ans (R – Restricted)[N 1]
  - Royaume-Uni : interdit aux moins de 18 ans (18 - Suitable only for adults)[5]
  - France : interdit aux moins de 12 ans (lors de sa sortie en salle), puis tous publics[6]
  - Québec : 13 ans et plus (13+ / 13 years and over)

## Distribution
- Sam Neill (VF : Pierre Arditi) : Damien Thorn
- Rossano Brazzi (VF : Roland Ménard) : DeCarlo
- Don Gordon (VF : Pierre Hatet) : Harvey Dean
- Lisa Harrow (VF : Béatrice Delfe) : Kate Reynolds
- Barnaby Holm : Peter Reynolds
- Leueen Willoughby (VF : Maïk Darah) : Barbara Dean
- Mason Adams (VF : Jean Michaud) : le président des États-Unis
- Arnold Diamond (VF : Jean Berger) : l'astronome
- Marc Boyle : Frère Benito
- Milos Kirek : Frère Martin
- Tommy Duggan (VF : Claude Joseph) : Frère Matthews
- Louis Mahoney (VF : Emmanuel Gomès Dekset) : Frère Paulo
- Richard Oldfield : Frère Simeon
- Tony Vogel : Frère Antonio
- Robert Arden : l'ambassadeur américain
- Hazel Court : une femme buvant du champagne (caméo)

## Production

### Genèse et développement
Cette suite intervient peu de temps après Damien : La Malédiction 2. Cependant, l'histoire se situe bien après et utilise le concept de continuité rétroactive.
C'est le premier long métrage du réalisateur britannique Graham Baker.

### Attribution des rôles
À l'origine, Jack Nicholson, Marlon Brando et Gene Hackman avaient été envisagés pour tenir le rôle de Damien Thorn. Les producteurs firent le choix d'un acteur alors peu connu, Sam Neill.
L'actrice Hazel Court, qui a tourné dans de nombreux films d'horreur, fait ici un caméo. Elle connaissait le producteur Harvey Bernhard et a accepté de venir sur le tournage. Ce sera sa dernière apparition au cinéma.

### Tournage
Le tournage a lieu principalement en Angleterre (Abbaye de Fountains, Welwyn Garden City, studios d'Elstree, Grosvenor Square, Hyde Park, Notting Hill, les Cornouailles, St Austell, Padstow, l'observatoire de l'université de Londres, etc.) ainsi qu'aux États-Unis (Eagle River, Washington D.C.).

### Musique
Bandes originales de La Malédiction
Damien : La Malédiction 2
(1978) La Malédiction 4 : L'Éveil
(1991)
La musique du film est composée par Jerry Goldsmith, qui avait déjà fait celle des deux précédents films. Varèse Sarabande édite deux versions : la première en 1986 avec 13 titres et une réédition en 2001 avec 15 morceaux.

## Récompense
Source : Internet Movie Database
- International Film Music Critics Association 1998 : FMCJ Award du meilleur album compilation pour Jerry Goldsmith

## Éditions en vidéo
En France, le film La Malédiction finale est sorti en DVD le 22 juin 2005.

## Commentaire
Dans certains pays européens, le film est sorti sous le titre Barbara's Baby, en référence à Rosemary's Baby de Roman Polanski, dans lequel une femme tombe enceinte du diable.